# Semaphore

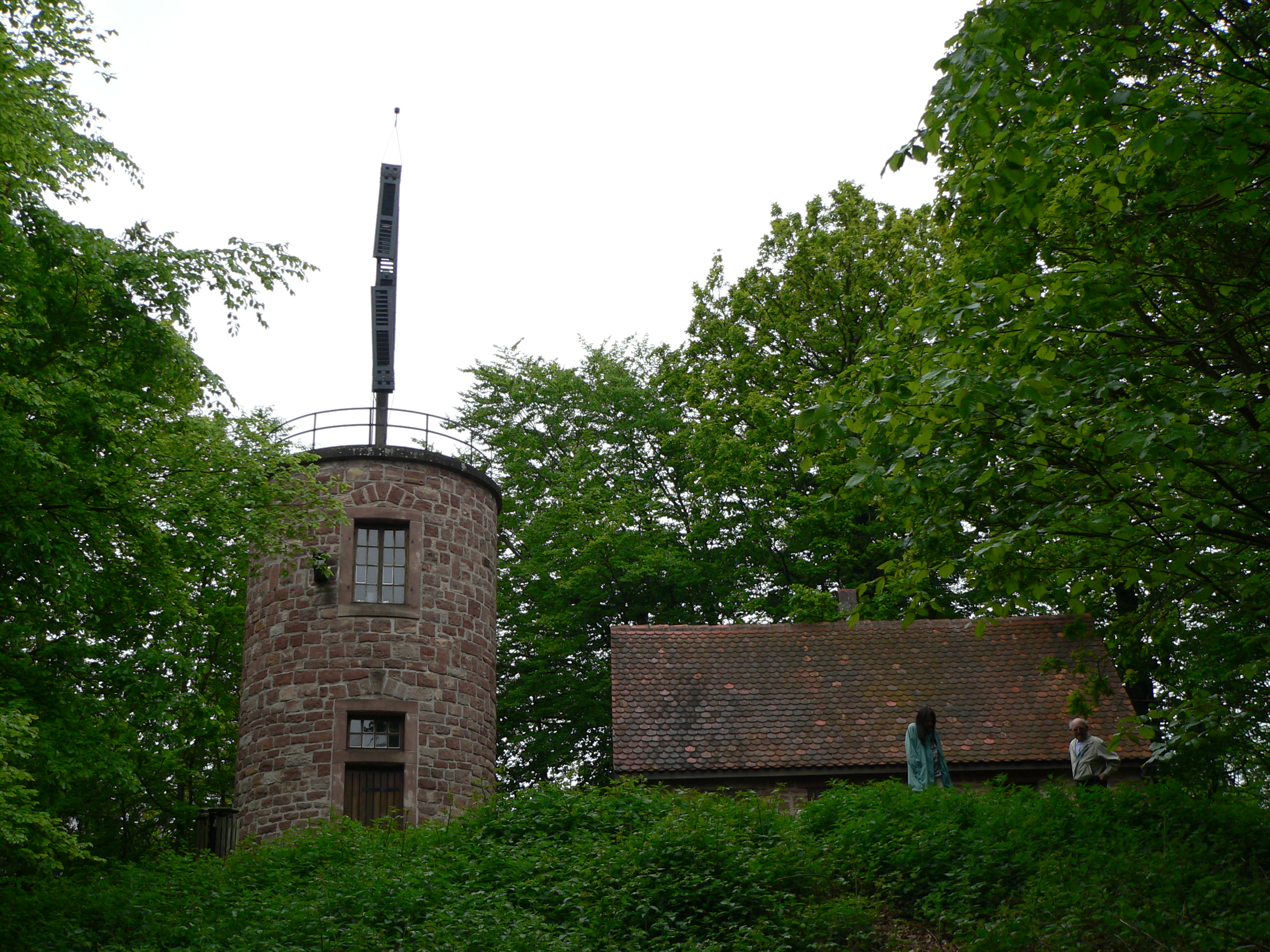
Một tháp semaphore Chappe gần Saverne, Pháp

Semaphore hay optical telegraph (tạm dịch: truyền tin thị giác) là một công cụ dùng để truyền tin qua phương tiện tín hiệu nhìn thấy được với tháp cao cùng với các phiến quay quanh trục (pivoting blades) hay các cánh quạt (paddles), các cửa chớp (shutters) trong một hình thể ma trận (matrix), hoặc là các cờ cầm tay... Thông tin được mã hóa theo vị trí của các thành phần cơ học; nó được đọc khi các phiến hoặc cờ nằm ở một vị trí đã ấn định.
Trong thời hiện đại, nó thường được ám chỉ đến một hệ thống truyền tín hiệu bằng hai lá cờ cầm tay. Hệ thống semaphore dùng hai cán cờ ngắn có cờ hình vuông là một trong các phần cơ bản của kỹ thuật hướng đạo.
Những hình thức tín hiệu thị giác khác còn có cờ hiệu hàng hải, đèn hiệu, và gương hiệu.
Semaphore ra đời trước điện tín. Chúng nhanh hơn người đưa tin đi bằng ngựa trên một quãng đường xa, nhưng phí tổn nhiều và ít được bảo mật hơn điện tín mà thay thế nó sau đó. Khoảng cách mà một tín hiệu thị giác có thể truyền đi bị hạn chế bởi địa hình và thời tiết, vì vậy đa số các phương tiện truyền tín hiệu thị giác trong thực tế thường sử dụng nhiều trạm tiếp vận để nối liên lạc những khoảng cách xa hơn.

## Semaphore hiện đại
Hệ thống semaphore mới hơn dùng hai cờ hình vuông có cán ngắn. Một người cầm cờ giữ chúng ở các vị trí khác nhau để truyền đi các mẫu tự và các số. Người cầm cờ giữ mỗi cờ trong mỗi tay, và đưa mỗi cánh tay của mình ở một trong 7 vị trí, các vị trí kế tiếp nhau cách nhau một góc 45 độ. Trừ khi ở vị trí nghỉ, hai cờ không thể chồng lên nhau. Màu cờ thì khác nhau dựa vào tín hiệu được truyền đi ở trên biển hay trên bờ. Màu đỏ và vàng cho cờ dùng ở biển trong khi màu trắng và xanh dương (hoặc trắng và đỏ) được dùng trên bờ.

#### Các mẫu tự Semaphore
Các mẫu tự Semaphore sau đây được biểu thị như bạn đang đối diện với người cầm cờ:

Nghỉ/Cách khoảng (Rest/Space)
Sai
A / 1
B / 2
C / 3
D / 4
E / 5
F / 6
G / 7
H / 8
I / 9
J / 10
K / 11
L / 12
M / 13
N / 14
O / 15
P / 16
Q / 17
R / 18
S / 19
T / 20
U / 21
V / 22
W/ 23
X / 24
Y / 25
Z / 26
Hủy bỏ (Cancel)
Bằng số (Numerals)